# Peter Naur
Peter Naur (25. října 1928, Frederiksberg, Dánsko – 3. ledna 2016, Herlev) byl dánský informatik a držitel Turingovy ceny.
Mezi jeho hlavní zásluhy patří příspěvky k programovacímu jazyku ALGOL 60 a spoluautorství Backusovy–Naurovy formy, rozšířeného to prostředku zápisu syntaxe bezkontextových gramatik (mj. programovacích jazyků).
Jako označení pro informatiku[zdroj⁠?!] propaguje pojem datalogie, který se ve skandinávských jazycích poměrně hezky ujal.[zdroj⁠?!]